# Immigration en Bretagne
L'immigration en Bretagne représente 2,9 % de la population de la région en 2011, l'un des taux les plus faibles en France. Elle est composée à 44% de populations venant d'Europe (principalement du Royaume-Uni et du Portugal), à 31 % venant d'Afrique (principalement du Maroc et d'Algérie), et à 19 % d'Asie (principalement de Turquie et du Vietnam).

## Sources
1. ↑  Laurent Auzet, Alain Maillochon et Sylvie Tiercin-Le Meur, « Les immigrés en Bretagne : des profils qui se diversifient fortement », INSEE analyses Bretagne, no 19,‎ 2 mai 2015 (lire en ligne, consulté le 14 novembre 2023).